# Antiplanes thalaea
Antiplanes thalaea é uma espécie de gastrópode do gênero Antiplanes, pertencente a família Pseudomelatomidae.